# Taexali

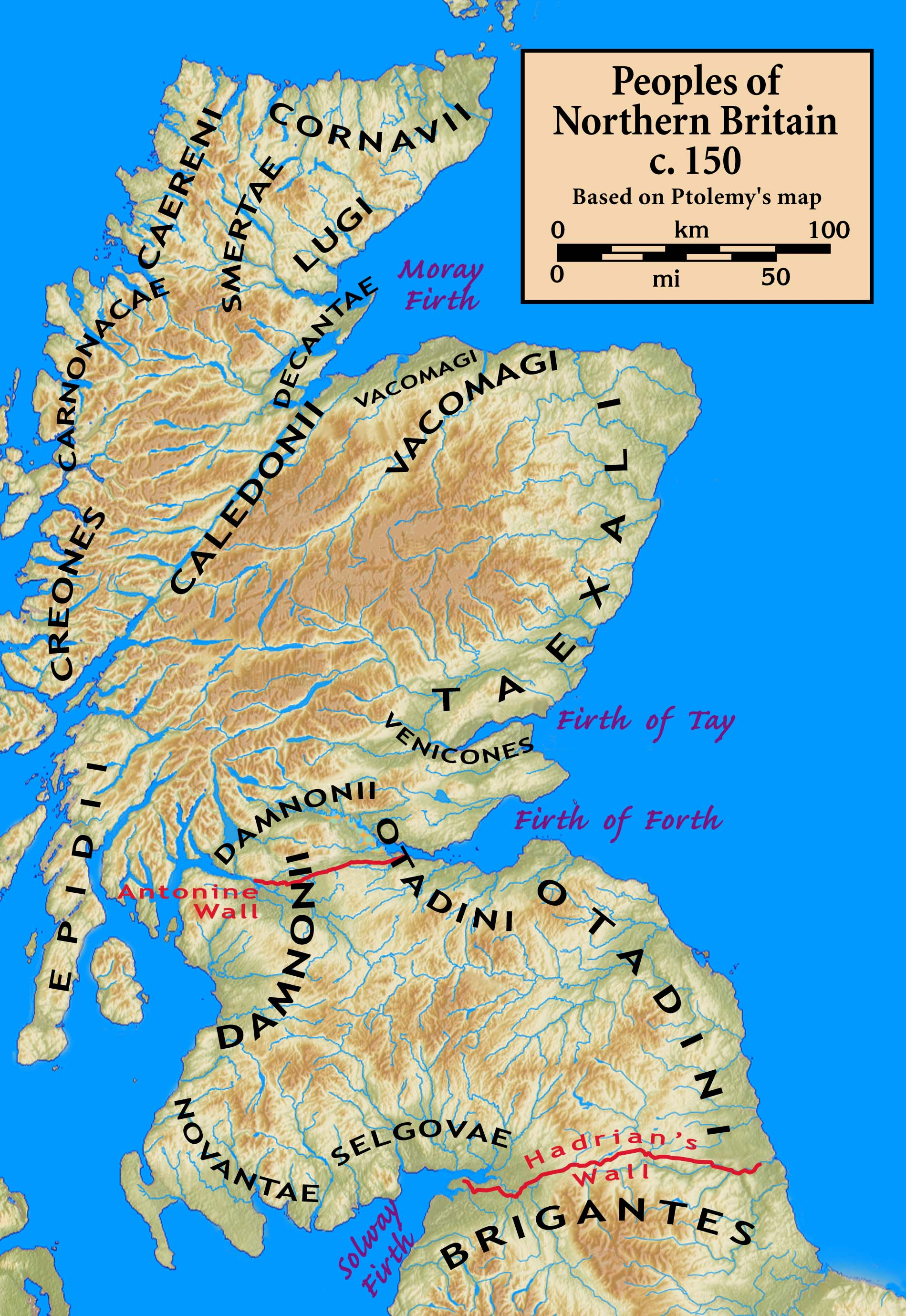
Localisation des principales tribus calédoniennes au nord du mur d'Hadrien en 150.

Les Taexali, Tæxali, Taxali, Taezali ou Taexaliens (en grec ancien : Ταιζαλων / Taizalon) sont un ancien peuple de l'île de Bretagne mentionné uniquement au IIe siècle par le géographe grec Claude Ptolémée.
Ils occupaient les régions côtières du nord-est du Tayside et du sud-est du Grampian, sur la côte est de la Calédonie (actuelle Écosse), et avaient pour voisins les Vacomagi au nord, et les Venicones au sud. Leur ville principale était Devana (Δηουανα),, qui pourrait correspondre à l'actuelle ville d'Aberdeen. En 83 (ou 84), ils participent vraisemblablement à la bataille du Mont Graupius qui oppose l'armée romaine dirigée par Julius Agricola aux Calédoniens de Calgacus. La bataille se termine par la défaite des Calédoniens mais les Romains ne s'implanteront jamais en Calédonie.
La signification de l'ethnonyme Taexali est obscure. Il dérive peut-être de taxos, « blaireau », ou du proto-celtique *taisto-, « pâte » (gaélique écossais taois, brittonique *toɨs, vieil irlandais táes, irlandais taos, gallois toes, cornique toos, breton toaz, etc.).

## Sources primaires
- Claude Ptolémée, Géographie, Livre II, 2.